# Liste der DTM-Fahrer
Hier sind alle ehemaligen und aktuellen Rennfahrer der DTM (Deutsche Tourenwagen-Masters und Deutsche Tourenwagen-Meisterschaft) aufgelistet. Die aktive Zeit ist in Klammern hinter dem Namen angegeben. Zwischen 1996 und 1999 fanden keine DTM-Rennen statt. Fahrer, die in der Saison 2021 am Start sind oder waren, sind fett hervorgehoben.

## A
| - Jonathan Aberdein (2019–2020) - Vincent Abril (2021) - Christian Abt (2000–2007) - Laurent Aïello (2000–2005) - Christijan Albers (2001–2004, 2008) - Alexander Albon (2021) - Michele Alboreto (1995) - Filipe Albuquerque (2011–2013) | - Markku Alén (1995) - Jean Alesi (2002–2006) - Uwe Alzen (1993–2002) - Otto Altenbach (1989) - Michael Ammermüller (2021) - Ni Amorim (1995) - Stig Amthor (1993–1995) | - Per-Gunnar Andersson (1984–1986, 1992) - Volker Anhalt (1985) - Hagen Arlt (1984) - Mathias Arlt (1984) - Roland Asch (1984–1994, 2000) - Karl Ashölter (1984) - Klaus Assmuth (1984) - Lucas Auer (2015–2018, seit 2021) |

## B
| - Jürg Bächi (1984) - Christian Bakkerud (2009) - Karl Baron (1988) - Michael Bartels (1987, 1994–1996, 2000–2002) - Karl-Heinz Barthelmess (1984) - André Baumann (1990) - Harald Becker (1988–1989, 1991–1994) - Heinz Becker (1991) - Hermann Behrens (1985–1986) - Allen Berg (1991) - Gerhard Berger (1985) | - Armin Bernhard (1989–1994) - Vaclav Bervid (1992–1993) - Frank Biela (1987–1992, 2004, 2007) - Klaus Bielenberg (1984) - Thed Björk (2006) - Jeroen Bleekemolen (2003–2004, 2006) - Tom Blomqvist (2015–2017) - Holger Bohne (1985) - Norbert Bormann (1986) - Mirko Bortolotti (seit 2022) - Andy Bovensiepen (1987) - Gianfranco Brancatelli (1989) | - Herbert Breiteneder (1988) - Norbert Brenner (1988) - Johannes Breuer (1986) - Franz-Josef Bröhling (1984, 1993) - Walter Brun (1984) - Maximilian Buhk (seit 2021) - Alexander Burgstaller (1992) - Manfred Burkhardt (1985–1986) - Werner Busch (1985–1986) - Joseph Bussinger (1984) - Stefano Buttiero (1994) |

## C
| - Rinaldo Capello (2005) - Adam Carroll (2007) - Johnny Cecotto (1988–1992, 2002) - CongFu Cheng (2010) | - Jörg Chmiela (1984) - Pedro Couceiro (1995) - David Coulthard (2010–2012) | - Peter Cramer (1988) - Alain Cudini (1988–1991) - Neil Cunningham (1994) - Raes Cyriel (1986) |

## D
| - Karl-Heinz Dalemans (1986) - Yannick Dalmas (1995–1996) - Christian Danner (1988–1991, 1993–1996) - Jochen Dauer (1985–1986) - Alessio Deledda (seit 2022) - Jake Dennis (2019) | - Arthur Deutgen (1984) - Stanley Dickens (1987) - Pierre Dieudonné (1989) - Helmut Döring (1985) - Andrea Dovizioso (2019) | - Franz Dufter (1990–1992) - Hermann Duller (1993) - Peter Dumbreck (2000–2004) - Claus Dupré (1988) - Loïc Duval (2017–2020) |

## E
| - Gottfried Eckle (1984–1985) - Bruno Eichmann (1989) - Mattias Ekström (2001–2018) - Peter Elgaard (1985) | - Philip Ellis (2021) - Philipp Eng (2018–2020) - Herbert Engel (1987) - Maro Engel (2008–2011, 2017, seit 2022) | - Franz Engstler (1991–1994) - Joel Eriksson(2018–2019) - Christoph Esser (1984, 1986) - Cor Euser (1989, 1991) |

## F
| - Marcel Fässler (2000–2005) - Augusto Farfus (2012–2018) - Peter Faubel (1986) - Axel Felder (1984–1985, 1987) - Werner Felder (1984–1985) - Jochen Felder (1985, 1987) - António Félix da Costa (2014–2016) - Ricardo Feller (seit 2022) - Alain Ferté (1989, 1991) | - Jürgen Feucht (1992–1994) - Anton Fischhaber (1984) - Giancarlo Fisichella (1995–1996) - Christian Fittipaldi (1996) - Pietro Fittipaldi (2019) - Sophia Flörsch (2021) - Dario Franchitti (1995–1996) | - Giorgio Francia (1984, 1993–1994) - Heinz-Harald Frentzen (2004–2006) - Rahel Frey (2011–2012) - Richard Friedrich (1984–1985) - Klaus-Peter Frieske (1985) - Robin Frijns (2018–2020) - Heinz-Otto Fritzsche (1984–1985) - Jürgen Fritzsche (1984, 1986) |

## G
| - Philippe Gache (1995) - Leopold Gallina (1985–1988) - Wayne Gardner (1992) - Dieter Gartmann (1984) - Oliver Gavin (1996) - Josef Gerold (1985, 1987) - Marc Gindorf (1993–1994) - Fabrizio Giovanardi (1995) - Antonio Giovinazzi (2015) | - Fabien Giroix (1987, 1989–1991) - Gianni Giudici (1993–1996) - Timo Glock (2013–2021) - Alexander Göbel (1993) - Anton Goeser (1986–1990) - Klaus Gohlke (1990) - Steffen Göpel (1994) - Dev Gore (seit 2021) - Rolf Göring (1985–1986) | - Maximilian Götz (2015–2016, seit 2021) - Alexander Grau (1993–1996) - Robb Gravett (1990) - Jamie Green (2005–2020) - Mikaël Grenier (seit 2022) - Harald Grohs (1984–1990) - Reinhold Gröpper (1985–1987) - Olivier Grouillard (1992) - R. Günther (1984) - Rudolf Guttner (1984) |

## H
| - Heinrich Haag (1984) - Christopher Haase (2021) - Manfred Haase (1984) - Ferdinand von Habsburg (2019–2020) - Armin Hahne (1984, 1987–1993) - Horst Hahne (1984–1985) - Josef Haider (1989, 1991) - Mika Häkkinen (2005–2007) | - Richard Hamann (1985) - Joey Hand (2012–2014) - Naoki Hattori (1996) - Hubert Haupt (1991–1992, 2001, 2021) - Esmee Hawkey (seit 2021) - Dieter Hegels (1984) - Altfrid Heger (1988–1992) - Éric Hélary (2000, 2002) - Henny Hemmes (1984–1985) | - Andreas Henningsen (1993) - Marc Hessel (1987–1988) - Alfons Hohenester (1985) - „Doc Holiday“ (1984) - Bernhard Holz (1989) - Ludwig Hölzl (1984) - Fritz Huber (1994) - Patrick Huisman (2001–2003) |

## I
| - Michael Ickenstein (1991) | - Vanina Ickx (2006–2007) | - Rolf Ineichen (seit 2022) |

## J
| - Horst Jacobs (1984) - Thomas Jäger (2000–2003) - Bodo Jähn (1984) | - Jaroslav Janiš (2004) - Oliver Jarvis (2008–2011) - Frank Jelinski (1984, 1990–1992) | - Henrik Johannesen (1984) - Peter John (1984–1986) - Daniel Juncadella (2013–2016, 2018–2019, 2021) |

## K
| - Axel Kaczmarek (1985) - Pierre Kaffer (2005–2006) - Hans Kalaschek (1989–1990) - Balz Kamm (1984) - Edy Kamm (1984) - Tony Kanaan (1996) - Katsutomo Kaneishi (2003) - A. Kaufmann (1985) - Wolfgang Kaupp (1984) - Ralf Kelleners (1991) | - Mario Ketterer (1984, 1988) - Ian Khan (1993) - Nicolas Kiesa (2006) - H.-H. Kiesewetter (1984) - Franz Klammer (1985–1988) - Christian Klien (2021) - Traudl Klink (1986) - Ralf Kludt (1993) - Holger Knudsen (1984) - Kurt König (1984–1991, 1993) | - Michael Kopf (1984–1987) - Tomáš Kostka (2009) - Freddy Kottulinsky (1986) - Fritz Kreutzpointner (1990–1992) - Tom Kristensen (2004–2009, 2011) - Hardy Kristoffersen (1984) - Preben Kristoffersen (1984) - Peter Kröber (1985–1986) - Robert Kubica (2020) - Harald Kühn (1984–1985) |

## L
| - Daniel la Rosa (2006–2007) - Wolfgang Lackinger (1993) - Jacques Laffite (1990–1992) - John Lagodny (1988) - Pedro Lamy (2000–2001) - Nicola Larini (1993–1996) - Mathias Lauda (2006–2009) | - Liam Lawson (2021) - Katherine Legge (2008–2010) - JJ Lehto (1995–1996, 2002) - Jörg Leininger (1984) - Werner Lenk (1993) - Anders Lindberg (1987) | - Udo Lohmann (1984) - Ellen Lohr (1987, 1991–1996) - Lella Lombardi (1984) - Costas Los (1987) - Lucas Luhr (2007) - Klaus Ludwig (1985–1996, 2000) - Herbert Lingmann (1988) |

## M
| - Luca Maggiorelli (1991) - Jan Magnussen (1995–1996) - N. Mahlberg (1986) - Siegfried Maier (1992) - Arjun Maini (seit 2021) - Jean-Pierre Malcher (1988) - Peter Mamerow (1984–1985, 2001) - Olaf Manthey (1984–1993) - Alexandros Margaritis (2005–2007) - Andreas Mark (1987) - Jean-Michel Martin (1989) - Maxime Martin (2014–2017) - Jochen Mass (1991) - Arnold Mattschull (1987–1989) | - Bernd Mayländer (1995–1996, 2001–2004) - Allan McNish (2005) - Annette Meeuvissen (1988, 1990–1991) - Alain Menu (1991, 2001–2003) - Christian Menzel (2000) - Roberto Merhi (2012–2013) - Walter Mertes (1985–1988) - Josef Michl (1984) - Dieter Miltz (1984) - Stefano Modena (1994–1996, 2000) - Udo Moldenhauer (1984) - Miguel Molina (2010–2016) - Karsten Molitor (1994) - Fritz Möller (1984–1986) | - Juan Pablo Montoya (1996) - Bert Moritz (1984–1986) - Edoardo Mortara (2011–2018) - Stefan Mücke (2002–2006) - Fritz Müller (1984–1989) - Gerhard Müller (1988) - Nico Müller (seit 2014) - Philipp Müller (1989–1990) - Ralf-Werner Müller (1988–1989) - R. Müller (1984) - Siegfried Müller jr. (1988–1989) - Marco Munding (1993) - Günther Murmann (1989–1991) - Esteban Muth (seit 2021) |

## N
| - Alessandro Nannini (1993–1996) - Matt Neal (1993) - Bernd Netzebrand (1984) - Stefan Neuberger (1989) | - Harrison Newey (2020) - Manfred Niederhof (1987) - Klaus Niedzwiedz (1985–1986, 1988–1991) - Nils-Carl Nielsen (1985) | - Siegbert Niemeyer (1984) - Kris Nissen (1986, 1989–1992, 1994, 2000–2001) - Beate Nodes (1985–1988) - Walter Nussbaumer (1985, 1987) |

## O
| - Peter Oberndorfer (1984–1986, 1988–1991) - Stefan Oberndorfer (1989) - Esteban Ocon (2016) | - Markus Oestreich (1988–1991, 1993) - Wolfgang Offermann (1984, 1986) | - Sébastien Ogier (2018) - Yves Olivier (2001–2002) - Darryl O’Young (2010) |

## P
| - Gary Paffett (2003–2005, 2007–2018) - Luigino Pagotto (1993) - Maximilian Paul (2021) - Heinz-Friedrich Peil (1984–1988) - Peter Pesch (1984) | - Witali Petrow (2014) - Danny Pfeil (1994) - David Pinkney (1993) - Emanuele Pirro (1990, 1992, 2004) - Jørgen Poulsen (1987) - Greger Petersson (1984) | - Franz-Josef Prangemeier (1984) - Thomas Preining (seit 2022) - Alexandre Prémat (2007–2010) - Andy Priaulx (2012–2013) - Walter Prüser (1984–1986) - Ratanakol Prutirat (1996) |

## Q
| - Wolfgang Quaschning (1984) | - Dieter Quester (1988–1991) |  |

## R
| - Fred Räker (1984, 1991–1992) - René Rast (2016–2020, seit 2022) - Roland Ratzenberger (1989) - Roberto Ravaglia (1985, 1989–1990, 1992) - Uwe Reich (1987) - Otto Rensing (1991) | - Paul di Resta (2007–2010, 2014) - Manuel Reuter (1986–1996, 2000–2005) - Klaus-Emil Röckel (1984–1985) - Mike Rockenfeller (seit 2007–2021) - Walter Röhrl (1990–1991) | - Michael Roppes (1988) - Keke Rosberg (1992, 1994–1995) - Felix Rosenqvist (2016) - Hermann Roth (1993) - Gerd Ruch (1989–1995) - Jürgen Ruch (1991–1994) |

## S
| - David Saelens (2001) - Rudolf Sazma (1986) - Dieter Schäfer (1986) - Karl-Heinz Schäfer (1984, 1986) - Reinhard Schall (1989) - Timo Scheider (2000–2004, 2006–2016) - Peter Schem (1984) - Fabio Scherer (2020) - Jean-Louis Schlesser (1988) - Frank Schmickler (1988, 1990–1991, 1994) - Clemens Schmid (seit 2022) - Rüdiger Schmitt (1988–1989, 1994) - Bernd Schneider (1986–1988, 1991–1996, 2000–2008) - Franz Schneider (1984) | - Udo Schneider (1984, 1990) - Volker Schneider (1986) - Ralf-Dieter Schreiber (1984) - Wolfgang Schrey (1994) - David Schumacher (seit 2022) - Michael Schumacher (1990–1991) - Ralf Schumacher (2008–2012) - Herbert Schürg (1985) - Johannes Seidlitz (2009) - Masanori Sekiya (1996) - Dieter Selzer (1984) - Georg Severich (1990, 1993–1994) - Rüdiger Seyffarth (1994) - Antoine Seyler (1986) - Giampiero Simoni (1995) | - Dany Snobeck (1988–1989) - Steve Soper (1987–1992) - Bruno Spengler (2005–2019) - Mercedes Stermitz (1988) - Frank Stippler (2005–2006) - Luca Stolz (seit 2021) - Carsten Struwe (1990, 1993–1994) - Volker Strycek (1984–1989, 1991, 1993, 1996) - Hans-Joachim Stuck (1984, 1990–1992, 1996) - Per Stureson (1984–1988) - Danny Sullivan (1994) - Aguri Suzuki (1996) - Vaclav Svarc (1993) |

## T
| - Gabriele Tarquini (1995–1996) - German Tauber (1993) - Adrien Tambay (2012–2016) - Peter Terting (2003) | - Klaus-Peter Thaler (1989) - Kurt Thiim (1986–1996) - James Thompson (2000) - Olivier Tielemans (2006) - Marcel Tiemann (2000–2002) | - Hermann Tilke (1987) - Martin Tomczyk (2001–2016) - Manfred Trint (1984) - Darren Turner (2000–2001) |

## U
| - Peter Uhlenhaut (1984) | - Albert Unkmeier (1985) |  |

## V
| - Arthur van Dedem (1986) - Eric van de Poele (1987, 1989–1990) - Kelvin van der Linde (seit 2021) - Sheldon van der Linde (seit 2020) - Renger van der Zande (2011) | - Oldřich Vaníček (1989) - Jörg van Ommen (1984–1996) - Josef Venc (1992–1993) - Christian Vietoris (2011–2016) | - Achille Voltolina (1993) - Winfried Vogt (1984–1985, 1988) - Heinz Vöhringer (1985–1986) - Leopold Prinz von Bayern (1984, 1988–1992) - Thomas von Löwis of Menar (1987–1988, 1992) |

## W
| - Martin Wagenstetter (1984) - Lothar Wagner (1986) - Andy Wallace (1994) - Robert Walterscheid-Müller (1984–1985, 1987) - Jason Watt (1996) - Ludwig Weber (1987) - Willi Weber (1984) - Pascal Wehrlein (2013–2015, 2018) - Volker Weidler (1986, 1989) - Jürgen Weiler (1987) | - Heiner Weiss (1987–1988) - Karl Wendlinger (1989–1990, 2002–2003) - Marco Werner (1993, 2007) - Dirk Werner (2012–2013) - Robert Wickens (2012–2017) - Dieter Wilkening (1984) - Max Wilson (1996) - Joachim Winkelhock (1986–1992, 2000–2003) - Manfred Winkelhock (1984) - Markus Winkelhock (2004, 2007–2010, 2021) | - Thomas Winkelhock (1990–1992) - „John Winter“ (1992, 1994) - Örnulf Wirdheim (1989–1990) - Marco Wittmann (seit 2013) - Manfred Wolf (1984) - Susie Wolff (2006–2012) - Bob Wollek (1988) - Manfred Wollgarten (1986) - Johannes Wollstadt (1984–1985) - Alexander Wurz (1996) |

## Z
| - Peter Zakowski (1991) | - Alessandro Zanardi (2018) | - Ricardo Zonta (1996) | - Marius Zug (seit 2022) |